# Montenegro tango o perle e porci
Montenegro tango o perle e porci (Montenegro) è un film del 1981 diretto da Dušan Makavejev. È stato presentato in concorso alla 34ª edizione del Festival di Cannes.

## Trama
Stoccolma. Marilyn Jordan vive nel lusso grazie al marito Martin, un facoltoso imprenditore. La donna però, esasperata dall'indifferenza sessuale del marito e costretta nel ruolo di casalinga e madre dei due figli della coppia, è profondamente infelice, tanto che Martin arriva a ingaggiare uno psicologo per aiutarla. Un giorno, a causa di un disguido in aeroporto, Marilyn si ritrova in una comunità di immigrati jugoslavi e si innamora di un uomo di nome Alex Rossignol. Marilyn si lascia andare a una passione sfrenata e a una vita bohemienne, finché non rientra a casa. Ma piuttosto che riprendere la sua vita da borghese frustrata è disposta ad avvelenare l'intera famiglia.

## Riconoscimenti
- 1981 - São Paulo International Film Festival
  - Premio del pubblico - miglior film